# Paramysis bakuensis
Paramysis bakuensis är en kräftdjursart som beskrevs av Georg Ossian Sars 1895. Paramysis bakuensis ingår i släktet Paramysis och familjen Mysidae. Inga underarter finns listade i Catalogue of Life.